# Померанская кухня
Помера́нская кухня (нем. Pommersche Küche) — немецкая региональная кухня, объединяющая кулинарные приёмы и обычаи питания населения в исторической провинции Померания, Щецине и Задней Померании. На померанскую кухню оказали влияние распространённость полевых культур, например, брюквы и сахарной свёклы, развитое птицеводство, сделавшее знаменитым померанского гуся, рыболовство на Балтийском море, реках и водоёмах Поморского поозёрья и обилие дичи в померанских лесах. Померанская кухня считается плотной и сытной, большую роль в ней играет картофель, музей которого открыт в Западной Померании.
Померанские крестьяне занимались продуктовыми заготовками на зиму: закладывали запасы овощей, коптили мясные продукты в собственных домах и частных коптильнях, работавших в крупных сёлах. Овощи и фрукты, смалец и гусиный жир закатывались в стеклянные банки. Из сахарной свеклы готовили сироп, который намазывали на хлеб. В современной кухне происходит возрождение и переосмысление старинных рецептов.

## Специалитеты

### Напитки
- грог
- облепиховое вино, облепиховый ликёр, облепиховый сок

### Супы
- шварцзауэр из гусиной крови
- клибензуппе — сладкий молочный суп с мучными клёцками и корицей
- померанский утиный суп

### Мясные блюда и колбасы
- лёгочная колбаса
- копчёная колбаса

### Рыба
- сельдь «Бисмарк» (на рыбных булочках, в частности, в Штральзунде)
- сельдь по-кашубски
- жареный копчёный угорь
- жареная майская камбала

### Птица
- жареный гусь по-померански
- шпикганс — копчёные гусиные грудки по-померански[2]
- гусиные ножки по-померански
- чёрная икра по-померански (блюдо из гусиного жира)

### Айнтопфы, овощи и картофельные блюда
- «груши, фасоль и бекон»
- картофель с пахтой
- суп с пахтой, шпигом и луком по-померански
- горошек и морковь со сливками
- суп из бузины
- померанские блины на дрожжевом тесте
- померанские клёцки
- толлач
- картофель со сливками
- отварные мучные клёцки
- картофель со сливой — картофельный суп со сливой и беконом
- брюква с гусиными потрохами

### Десерты
- «пища богов»
- миндальные колечки
- роте грютце
- облепиховый торт, пирог с облепихой и облепиховый пудинг
- сливочный пудинг
- шведский бокал мороженого

### Бутерброды и бутербродные пасты
- бутербродная паста с гусиным жиром
- клоппшинкен — померанский шницель, «отбивная ветчина»
- померанский лангвурст
- немецкая чайная колбаса
- лебервурст в горшке

### Рождественские блюда
- листовой медовый пирог
- померанские пирожки
- пряники
- померанские медово-сливочные пирожки
- померанские творожные пончики